# Klangwelle Bad Neuenahr-Ahrweiler
Die Klangwelle Bad Neuenahr-Ahrweiler ist eine musiksynchrone Open-Air-Show aus Wasser, Feuer, Laser und Licht, die seit Oktober 2014 jährlich im Kurpark der Stadt Bad Neuenahr-Ahrweiler veranstaltet wird.
An acht Veranstaltungsabenden über zwei Wochenenden im Oktober hat die Veranstaltung über 16.000 Besucher. 
Die künstlerische Leitung trägt Roland Nenzel in Zusammenarbeit mit Showdesigner Mischa Anton. 
Sie ist die Weiterentwicklung der von 2005 bis 2013 durchgeführten Klangwelle Bonn auf dem Münsterplatz.
Die Fortführung der Klangwelle in Bad Neuenahr-Ahrweiler ist vertraglich bis ins Jahr 2022 gesichert.

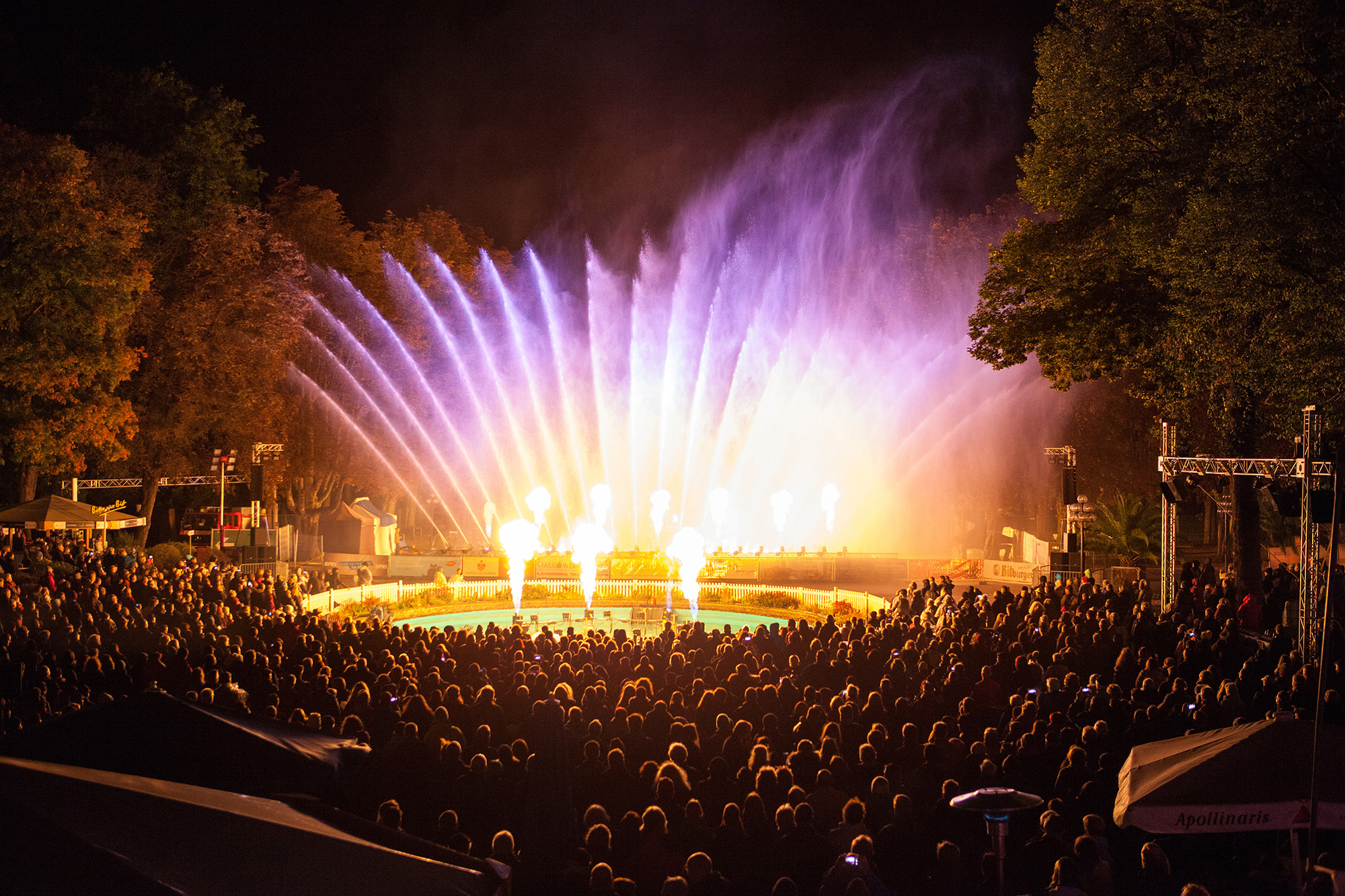
Klangwelle Bad Neuenahr-Ahrweiler 2017 mit Feuereffekten

## Ablauf der Show
Die Show besteht aus vier Akten sowie einer Zugabe und wird jährlich individuell zusammengestellt und weiterentwickelt. Basis für jeden Akt ist eine Musikauswahl aus verschiedenen Genres, von Rock/Pop über Klassik bis hin zu rheinisch-kölschem Liedgut. Die Musik dient dabei als Taktgeber für die visuelle Ausgestaltung der Licht-, Laser-, Feuer- und Wassereffekte.
Inhaltlich ergänzt wird das Programm sowohl durch einen Special-Akt, der sich einem besonderen Thema widmet, als auch durch eine Zugabe.
Die Show beginnt um 20 Uhr. Einlass und Vorprogramm starten um 18 Uhr. Vor, während und nach der Show begleitet eine Moderation mit Hintergrundinfos und Unterhaltung das Programm. Teilweise erscheint die Moderation auf dem Hydroscreen.

## Technik und Effekte

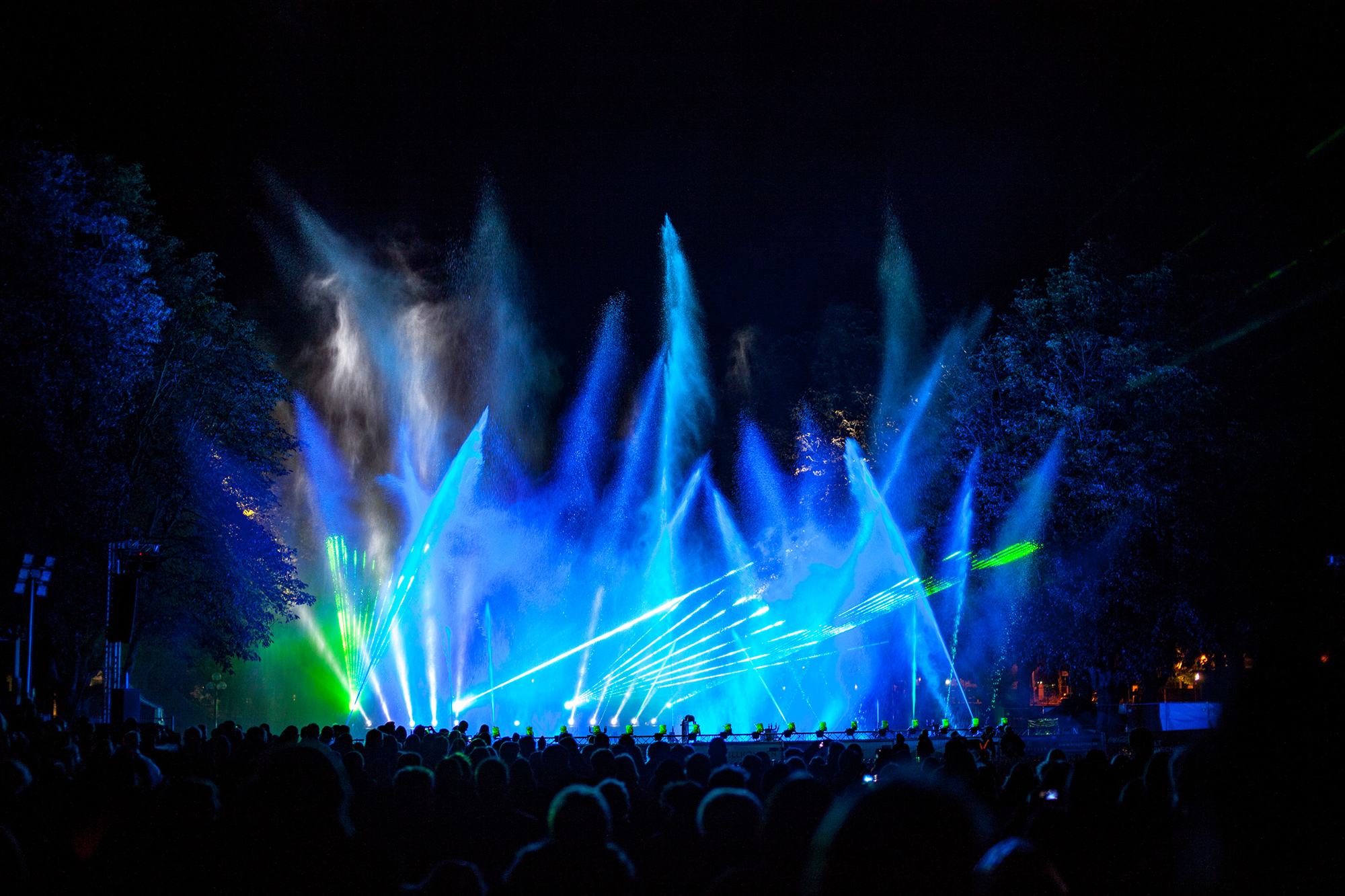
Klangwelle Bad Neuenahr-Ahrweiler 2017 mit Lasereffekten

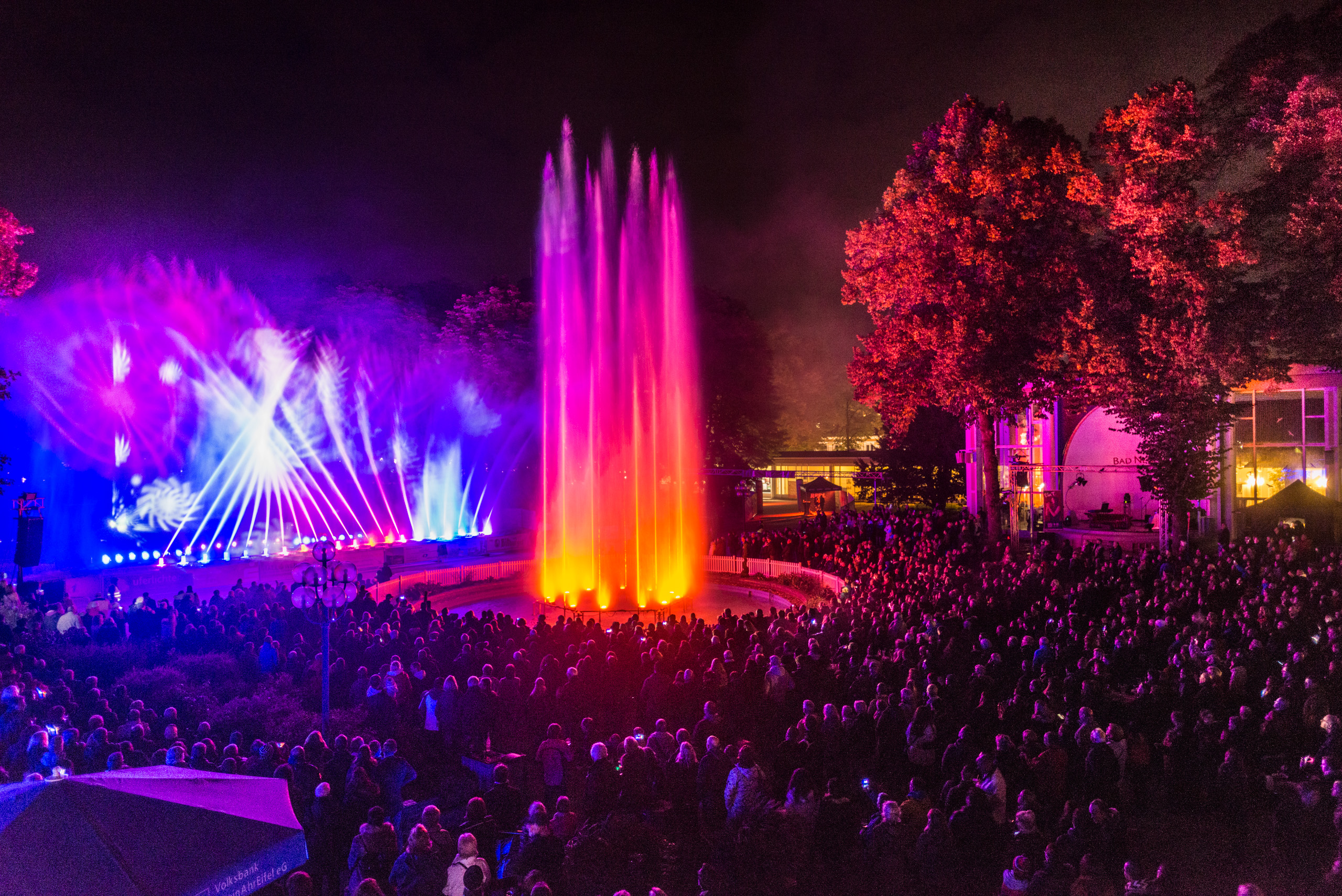
Klangwelle Bad Neuenahr-Ahrweiler 2016 mit Wasserfontänen

Zentrales Element ist das 22 Meter lange und 120.000 Kubikmeter fassende Wasserbecken. 800 bewegliche Wasserdüsen und 100 Hochleistungspumpen ermöglichen es, unterschiedliche Figuren und Muster aus Wasser darzustellen. Einzelne Fontänen erreichen dabei eine Höhe von über 30 Metern. Seit 2016 ist auch der große Springbrunnen im Kurpark mit technischem Equipment ausgestattet und Teil der Show.

### Hydroscreen
Die Anlage bietet die Möglichkeit, eine Wasserwand (Hydroscreen) zu erzeugen, die sowohl als Leinwand für einen Projektor dient, als auch als künstlerisches Basiselement während der Show zum Einsatz kommt.

### LED-Technik
Das helle Licht der LED-Technik mit 60 Scheinwerfern nutzt das Wasser als Trägermedium und lässt somit die verschiedenen Wassereffekte vor dem Nachthimmel erscheinen. Gleichzeitig färbt es die Klangwelle in verschiedenen Farben.

### Laser-Technik
Die Lasereffekte teilen sich in zwei Gruppen auf. Die erste Gruppe von Lasern erzeugen Bilder, Schriften sowie Animationen auf dem Hydroscreen. Die zweite Gruppe strahlt über die Köpfe des Publikums hinweg und erzeugt dadurch eine Raumtiefe von über 100 Metern.

### Feuer-Effekte
Flammenprojektoren erzeugen 20 verschiedene Spezialeffekte während der Show. Sie erreichen dabei mehrere Meter an Höhe. 2017 wurden erstmals auch Flammenprojektoren im großen Springbrunnen des Kurparks Bad Neuenahr installiert, wodurch die Show eine noch größere optische Tiefe erhält.

### Feuerwerk
Als besondere Akzente werden während der Show und am Ende Feuerwerke eingesetzt.